# Bohemian (альбом)
Bohemian — тридцать первый студийный альбом американской певицы Джуди Коллинз, выпущенный 18 октября 2011 года на её собственном лейбле Wildflower Records.

## Об альбоме
Для альбома певица написала четыре новые песни («Morocco», «Wings of Angels», «In the Twilight» и «Big Sur»), а также записала семь кавер-версий, включая «Pure Imagination» из фильма «Вилли Вонка и шоколадная фабрика» и «Cactus Tree» из репертуара Джони Митчелл в дуэте с Шон Колвин.
Выход альбома совпал с выходом автобиографии Коллинз «Suite Judy Blue Eyes».

## Список композиций
| №                   | Название                | Автор(ы)                    | Длительность |
| ------------------- | ----------------------- | --------------------------- | ------------ |
| 1.                  | «Morocco»               | Джуди Коллинз               | 4:38         |
| 2.                  | «Cactus Tree»           | Джони Митчелл               | 4:48         |
| 3.                  | «Pure Imagination»      | Лесли Брикасс, Энтони Ньюли | 2:43         |
| 4.                  | «Wings of Angels»       | Джуди Коллинз               | 4:12         |
| 5.                  | «Veteran’s Day»         | Майкл Вэйтч                 | 3:53         |
| 6.                  | «The Desperate One»     | Жак Брель, Жерар Жуанне     | 3:00         |
| 7.                  | «Pastures of Plenty»    | Вуди Гатри                  | 3:07         |
| 8.                  | «All the Pretty Horses» | народная                    | 2:45         |
| 9.                  | «Campo de Encino»       | Джимми Уэбб                 | 3:59         |
| 10.                 | «In the Twilight»       | Джуди Коллинз               | 6:10         |
| 11.                 | «Big Sur»               | Джуди Коллинз               | 4:35         |
| Общая длительность: | Общая длительность:     | Общая длительность:         | 43:50        |